# Németh László (statisztikai író)
Noszlopi Németh László (Jobaháza, 1770. december 2. – Győr, 1806. május 15.) gimnáziumi igazgató, statisztikai író.

## Életútja
Módos köznemesi családban született. Vadosfán kezdte meg iskolai tanulmányait, majd 1780-tól a soproni evangélikus líceumba járt. Egykorú és idősebb társai közül korán kitűnt szorgalmával és tehetségével. Legjobb barátja, Kis János segítségével néhány év alatt elsajátította a francia, az angol és az olasz nyelvet (a már korábban megtanult német, latin és görög mellé). Nyelvtudásának köszönhetően eredetiben olvasta a felvilágosodás korának legjobb szerzőit. Schwartner Márton földrajzi előadásainak hatására fordult figyelme a statisztika felé.
1790-ben Kis Jánossal megalapította a – Széchényi Ferenc anyagi támogatását is elnyert – Magyarul Tanuló Társaságot, az ország első diák-önképzőkörét. Ugyanebben az évben a koronát Bécsből Budára kísérő bandérium tagja volt. 1791 májusában Kissel magyarországi albizáló (támogatásgyűjtő) körútja keretében látogatást tett a kor jeles tudósainál és költőinél (többek között Baróti Szabó Dávidnál, Fejér Györgynél, Rát Mátyásnál és Virág Benedeknél). Ezután 1794 őszéig a göttingeni egyetem hallgatója volt. Itt legszívesebben Abraham Gotthelf Kästner matematika- és August Ludwig von Schlözer országleíró előadásait látogatta. Hazatérése után Batthyány Miksa gróf házánál szolgált nevelőként. 1796-tól haláláig a győri evangélikus gimnázium tanáraként és igazgatójaként működött.
Az Aranka György által alapított Erdélyi Magyar Nyelvmívelő Társaság tagja volt.

## Munkássága
Az európai nevezetesebb országok rövid leírása című, mintegy hatszáz oldalas munkában a statisztika elméletének összefoglalását, valamint Nagy-Britannia, Belgium, Dánia, Norvégia, Svédország és az Orosz Birodalom természeti adottságainak, gazdaságának, lakossága erkölcseinek és szokásainak leírását adta. Ez a magyar nyelven született első tudományos igényű statisztikai mű. Németh elkészítette Magyarország statisztikájának feldolgozását is, ez azonban a cenzúra miatt nem jelenhetett meg.
Fordításában látott napvilágot A világ történeteinek tudományára való előkészület című Schlözer-mű. Diákjai számára latin nyelvtankönyvet állított össze. Kisebb írásait a Schedius Lajos-féle Zeitschrift von und für Ungern, a bécsi Annalen der Literatur és a tübingeni Allgemeine Literatur-Zeitung közölte. Fennmaradtak Kazinczy Ferenchez és a Mindenes Gyűjteményt szerkesztő Péczeli Józsefhez írott levelei.

## Főbb művei
- Az európai nevezetesebb országok rövid leírása (Sopron, 1795)
- A világ történeteinek tudományára való előkészület I. (Sopron, 1795)
- Rövid deák grammatika (Győr, 1799) Online
- Reisen durch Ungern und einige angränzende Länder (Pest, 1805)